# 一事不再理
一事不再理（拉丁語：non bis in idem；），又稱保全一罪不二罰（英語：Protection against double jeopardy）、禁止二重起訴、禁止一罪兩審，屬於一種訴訟法上的概念，論述任何人均不得因同一項罪名而再次面對承擔罪責的風險。該原則在許多國家（如美國、加拿大、墨西哥、日本、印度），視為憲法權利，屬於人民基本權的一種。
在多數國家中，一事不再理為訴訟上的抗辯手法之一，且此種抗辯為一種初步事項（preliminary matter），不論該抗辯是否屬實皆須優先審理，被告若抗辯「曾就同一罪行獲裁定無罪（autrefois acquit）」或是「曾就同一罪行被定罪（autrefois convict）」，亦即被告曾經就同一犯罪事實被宣告無罪或有罪。不論該抗辯是否屬實皆須優先審理。若查證屬實，則後續的審判程序將會停止進行。另外，此種程序不僅僅被用在刑事訴訟之中，在許多國家中，基於保護被告之權益，避免代表国家权力的监察机构滥用公共资源优势控诉调查被告，同時基於法院的公益考量，本原則也被用於民事訴訟上，以避免同一案件再行起訴，浪費司法資源，並使被告必須要支出多於且無必要的訴訟成本。

## 聯合國公民權利及政治權利國際公約
聯合國於1966年通過，並於1976年3月23日生效的公民及政治權利國際公約中對於「一事不再理」原則亦有所規定，其中的第14條第7項便規定：「任何人已依一國的法律及刑事程序被最後定罪或宣告無罪者，不得就同一罪名再予審判或懲罰。」此即對於一事不再理原則的體現條文。不過奧地利、丹麥、芬蘭、冰島、荷蘭、挪威、韓國、瑞典、美國對於本款則表示保留或聲明，而中華人民共和國則至今仍未批准本公約。

## 中華民國
在中華民國憲法之中，並未就一事不再理原則有明文規定，不過在中華民國刑事訴訟法之中，對此設有明文規定，其中第302條規定：

案件有左列情形之一者，應諭知免訴之判決：
一 曾經判決確定者
二 時效已完成者
三 曾經大赦者
四 犯罪後之法律已廢止其刑罰者

其中第一款的規定便是就一事不再理原則的展現，基於此項原則，因為對於同一被告之一個犯罪事實，只有一個刑罰權，不容重複裁判，故檢察官就同一事實無論其為先後兩次起訴或在一個起訴書內重複追訴，法院均應依刑事訴訟法第303條就重行起訴部分諭知不受理之判決。而若就已經判決確定的案件重行起訴，此時法院應依刑事訴訟法302條第1款諭知免訴判決，而此項原則就實質上一罪或裁判上一罪，均有其適用。最後，對於已判決確定之各罪，已經裁定其應執行之刑者，如又重複裁定其應執行之刑，自係違反一事不再理之原則，即屬違背法令，對於後裁定，得提起非常上訴。

## 中華人民共和國
中華人民共和國的刑事诉讼制度并不坚持严格的“一事不再理”。对于因证据不足宣告无罪的情况，检察院发现新证据后还可以重新起诉。

《最高人民法院关于适用〈中华人民共和国刑事诉讼法〉的解释》

第一百八十一条　人民法院对提起公诉的案件审查后，应当按照下列情形分别处理：
……
（四）依照刑事诉讼法第一百九十五条第三项规定宣告被告人无罪后，人民检察院根据新的事实、证据重新起诉的，应当依法受理；
（五）依照本解释第二百四十二条规定裁定准许撤诉的案件，没有新的事实、证据，重新起诉的，应当退回人民检察院；
……
第二百四十二条　宣告判决前，人民检察院要求撤回起诉的，人民法院应当审查撤回起诉的理由，作出是否准许的裁定。

## 美國
禁止雙重危險原則（double jeopardy）在美國是自美國憲法第五修正案而生，其中相關的條文規定道：
|  | 同一罪案，不得令其受兩次生命或身體上之危險。 |

本條款制定的用意在於避免政府公權力的濫用，避免政府就就同一被告的同一案件再行予以追訴，使個人免於訟擾。而此原則也是與普通法中既判力的概念相輔相成。而所謂既判力的概念即在於避免法院就一個已遭判決確定的爭訟再行予以審理。
更具體的來說，如同美國聯邦最高法院在《Ashe v. Swenson》說道：「...當一個事實問題已經由一個有效且最終的判決所判定後，該問題即不應該就相同的當事人於未來的任何訴訟中加以審理。」而「既判力」為一個普遍適用的法律用語，在此概念之下包含了「附帶禁反言」（禁止同一爭點二重審判、或有稱為「爭點效」）的概念。在適用禁止雙重危險的原則時，法院將會使用附帶「禁反言」為其形成法律意見的基礎。
在禁止雙重危險原則之下有三個基本的禁止事項：
- 就相同的案件被宣告無罪後再行審判
- 就已經被定罪的案件再行審判
- 就同一行為多次施以懲罰

而此原則通常被認為屬於一種訴訟技巧，因為其允許被告
譬如說，即便警察發現了新證據，而該證據將有可能使之前被宣告無罪的某人被定罪，此時它們也幾乎無補於事，因為至少就相同或大致相似的指控而言，被告可能不會再次受到審判。
儘管美國憲法第五修正案最初僅適用於聯邦政府而已，然而美國聯邦最高法院認為，此項禁止雙重危險的條款透過美國憲法第十四修正案中所闡釋的正當法律程序原則之適用後，對於美國的各州仍應有所適用。（《Benton v. Maryland》）

## 日本
日本憲法第39條規定：

任何人在其實行的當時為合法的行為或已經被判無罪的行為，均不得追究刑事上的責任。又，對同一種犯罪不得重複追究刑事上的責任。

實務上，假設被告人在地方裁判所被宣告無罪，檢方可以上訴至高等裁判所或最高裁判所。在上級法院判決無罪且檢方沒有繼續上訴之後，該案才告確定，之後不會再有任何的追訴。

## 歐洲

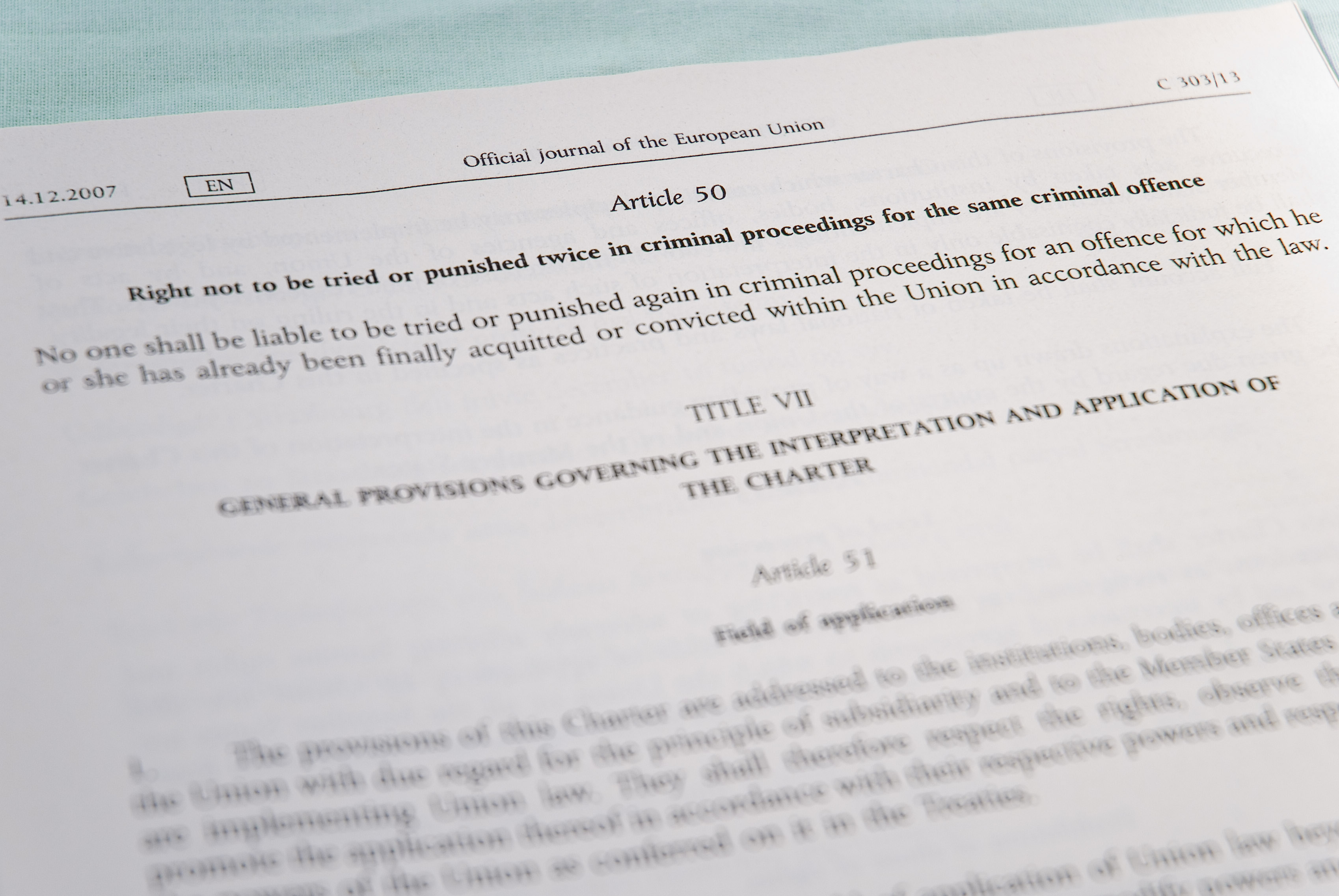
歐洲聯盟基本權利憲章第50條保障個人不受二重起訴。

所有歐洲委員會的成員（其包含了近乎所有的歐洲國家，以及歐盟的所有成員）皆已經簽署了歐洲人權公約，而在歐洲人權公約之中便有保護個人不受到雙重起訴的規定。其中的第7號議定書的第4條規定：

任何人在同一個國家的管轄權之下，在其根據該國的法律及刑事程序已經獲得最終的「無罪」、「有罪」判決後，皆不能因為同一犯罪行為而再次的受到刑事程序的審判或是處罰。

而這個任意議定書（optional protocol）已經獲得全歐盟除了比利時、德國、荷蘭、西班牙以及英國以外的全體會員國批准。而這些國家除此之外可能尚在各該國家的憲法中亦有保護人民避免受到二重起訴的規定。
在許多歐洲國中中，檢察機關可能可以就一個被宣告無罪的案件上訴到高等法院（加拿大的法律亦有類似的規定），而這種行為並不能被認為是二重起訴，期僅是同一個審理程序的延續而已。而此種行為在歐洲人權公約是受到允許的，這並非上述條約中所謂的「最終」判決。

### 英國
就「autrefois acquit（曾就同一罪行獲裁定無罪）」和「autrefois convict（曾就同一罪行被定罪）」的理論自諾曼征服以後一直都是普通法的理論之一。而此原則被認為是保護人民自由的必要要素，同時也是基於尊重正當法律程序而生的原則。不過就此仍有3項例外事由：
- 檢察機關若發現判決可能違反法律規定或是就該判決法院無管轄權時，則檢察官可以就被宣告無罪的案件提起上訴。[6]
- 被宣告有罪的被告提起上訴，且該上訴具有上訴利益。[7]
- 「瑕疵的無罪判決（tainted acquittal）」，亦即有干擾或恐嚇證人或陪審員的行為時，可以上訴至高等法院[8]。

須注意的是，禁止就已受無罪宣告的判決再次審理在刑事司法法中獲得了闡明。在Stephen Lawrence謀殺案中，MacPherson Report認為，一事不再理原則在發現可信的新證據時應該不予適用，同時，法律改革委員會在2001年時也建議就已受無罪宣告的謀殺案應該允許其可以再次審理。而英國國會在也藉由通過刑事司法法來實現這些建議。在本法之下，假如就重大犯罪，包含謀殺、殺人、綁架、強姦、持械搶劫以及重大毒品犯罪發現了「新」且「可信」的證據時，則可以就該犯罪再次審理。所有案件都必須由「刑事檢控專員」批准，且上訴法院必須要受理撤銷原本的無罪判決。
就本法一事不再理部分的規定在2005年4月時正式生效。2006年9月11日，William Dunlop 成為第一位在由無罪被改判謀殺罪成立並定罪的犯人，本案中，William Dunlop 被指控涉嫌於1989年時在比林漢姆謀殺一名叫做 Julie Hogg 的人，然而在兩次的審理中，陪審團皆未能做成裁決，且其最終於1991年時獲得了無罪判決。然而在多年後，其坦承犯罪，且被以偽證罪定罪。該案於2005年時重新偵查，而在上述法律生效後，該案於2005年11月被交付上訴法院審判，並獲得受理並開啟了新的審理程序。

### 法國
法國的刑事訴訟法第6條規定：

同一案件中，一旦所有的上訴方式皆已用盡時，則該判決即為確定判決，且偵查活動即應停止。

此時除非該確定判決係屬偽造，否則皆應遵守一事不再理原則。就一個已受確定判決的犯罪即便發現新事證，亦不能再次起訴。不過，一個已經被定罪的被告可以以發現能使其無罪的新證據為理由開啟另一個訴訟程序。

### 德國
在德國，其等同於憲法的基本法對於一事不再理的原則亦有所規定，其第103條第3款規定：

任何人不得因同一行為，而依一般刑法多次受罰。

根據行憲前的案例法，本條款也被用於保護被告，禁止已經無罪判決的案件再次審理。然而，假如檢察官就一個無罪判決予以上訴，上訴法院仍須進行審理，而不能援引本條拒絕審理。
本原則的適用是針對整個「歷史事件」而言，因為整個事件應該認為是一個單一的歷史進程，將行為與以分離將會使之看似不自然。即便是有發現新的事實而可能會使其成立更嚴重的犯罪亦然。
另外，德國刑事訴訟法（Strafprozessordnung - StPO）也就一事不再理原則設立了一些例外，其中第362條規定：

有下述情形之一時，准許對受有罪判決人不利地重新開始已經發生法律效力的判決結束的程式：
1. 審判時被認為真實可靠的證據，但實際上是偽造或變造的；
2. 證人、鑑定人故意或過失做出錯誤的具結，或是故意做出虛假陳述；
3. 參與判決的法官、陪審員，在作成判決時，犯有應處罰的違反職責義務之罪行；
4. 被宣告無罪的被告在法庭上、法庭外作出可信其犯罪的自白。

在聲請簡易處刑（德文：Strafbefehl）的案件，亦即就較為輕微的案件（德文：Vergehen）法院可以無庸審問逕行判決的案件中，有更進一步的例外。

## 澳洲
與其他普通法係的國家相較，澳洲就一事不再理原則的適用甚至擴及至不能就與先前已獲無罪宣告的案件有關的「偽證罪」予以追訴，因為若是該偽證罪成立，將會導致先前已受無罪宣告的案件遭到質疑或推翻。而此種原則在The Queen v Carroll案中獲得確立。在該案中，警方於Caroll被控涉嫌謀殺一名昆士蘭州兒童Deidre Kennedy的案件獲得無罪宣告的20年後發現了新證據，而該證據足以推翻Caroll先前曾經宣誓過的不在場證明，而警方就其偽證罪的部分亦成功的予以起訴。後來高等法院推翻其就偽證罪的部分獲得定罪的判決後引起了公眾一陣譁然，同時使隨著英國的立法機關的腳步改革法律的呼聲獲得了廣大的回應。
在2006年12月時，新南威爾斯州州長Morris Iemma 宣布廢止了該州大部份關於一事不再理原則的法律。最低刑期20年或以上的重大案件的重審將成為可能，即便該案的審理時間是在2006年改革以前亦同。
南澳洲目前也正在進行改革法律的過程中，而在此之中也可以見到關於重大犯罪行為將不再適用一事不再理原則。
2007年10月18日，昆士蘭州修正了其關於一事不再理原則的法律，允許若發現可以令人信服的新證據時將可以就已被宣告無罪的謀殺或是就最低刑期25年以上的犯罪之「瑕疵判決」進行重審。而所謂的「瑕疵判決」是指該案中有司法犯罪的實施，像是偽證罪，且將因此而導致無罪判決而言。和英國的改革不同的地方在於，該法並沒有溯及既往的效果。

## 印度
在印度，避免受到二重起訴為人民的基本權利，並且在印度憲法第20條的規定下受到保障。據此，任何人就相同的行為不會在任何平等的法院受到兩次以上的訴追及處罰。而此一事不再理的這個概念包含被宣告有罪或是無罪的案件皆在內皆不能再次訴追。不過印度憲法第20條只有規定到曾被宣告有罪的情形，因此，假如一個人被宣告無罪，則其可能會再次受到訴追。但是假如該人就該行為已經被起訴或處罰過，則其不會再受到二次訴追。

## 外部連結
- BVerfGE 21, 378 （页面存档备份，存于） – Beschluss vom 2. Mai 1967 zum Verhältnis von Disziplinarstrafen zu Kriminalstrafen （德文）
- EuGH C-436/04 – Urteil der Zweiten Kammer vom 9. März 2006 (van Esbroeck) – Art. 54 SDÜ; Staatenübergreifendes Verbot der Doppelbestrafung wegen „derselben Tat“ （德文）